# Diario de los Andes
Diario de los Andes es un periódico regional venezolano en circulación en los estados andinos de Trujillo, Táchira y Mérida. La edición original de Trujillo se fundó a finales de los años 1970, mientras que las ediciones de Táchira y Mérida se establecieron más tarde en la década de 1990.